# 高橋里奈
高橋 里奈（たかはし りな、1968年11月17日 - ）は、日本のモデル、歌手、女優である。旧芸名および本名は高橋 理奈（読み同じ）。
埼玉県出身。。身長170cm。ネイムマネジメント所属。2児の母。

## 来歴
1982年に雑誌『Fine』のモデル・コンテストで優勝。1985年にTBS『スターオーディション』でグランプリを獲得し、1985年9月5日アイドル歌手としてデビュー。作詞は売野雅勇が手掛け、その後もよく一緒に仕事をしている。同期アイドルデビューに中山美穂、南野陽子、浅香唯、井森美幸、森口博子、本田美奈子、森川美穂など。
1988年に、フジテレビ系深夜番組『オールナイトフジ』の第2部ともいえる『オールナイトフジ延長戦』のMCとして起用される。
歌手としても復活。復活第1弾シングル「KISSABLE」は、大御所作家2人の作品である（阿久悠作詞、筒美京平作曲）。
歌手活動と並行して、CMモデルとしても活動。1990年に出演したJR東海『クリスマス・エクスプレス』では、一躍世間の注目を浴びる。
当時はチェッカーズが所属する「スリースタープロ」に所属し1991年にはチェッカーズの鶴久政治とデュオ「MASARINA/マサリナ」を組んでシングル2枚とアルバム1枚をリリースしコンサート・ツアーなども行ない、同じく藤井フミヤ（当時・郁弥）が司会を務める『鎌倉恋愛委員会』などにも出演。1992年にドラマ『君のためにできること』に出演後はドラマ、バラエティ展開は一段落。
1993年には、「太陽に出逢う風」がNHKのドキュメンタリー番組『はるばると世界旅』のエンディング・テーマに採用された。さらに、初のオリジナル・アルバムとなる『Je vis ジュ・ヴィ』も制作するなど、充実した音楽活動を行なった年でもあった。
以後はCM、雑誌等のモデルとしての活動が主立ったところであるが、1996年にはパイオニアLDCにレコードレーベルを移籍。CMタイアップで3年ぶりの新曲となる「DREAM IS MAGIC」をリリースし、翌1997年には、自身にとって2枚目となるオリジナル・アルバム『裸の水』を発表。作詞のほとんどを旧知の売野雅勇が担当。作曲陣は山本達彦、かの香織、千住明、Face 2 fAKE、演奏にたま、吉川忠英などが参加、自身も作詞・作曲・ハーモニカ演奏を行った。これが彼女にとって現時点では最も大きいプロジェクトであり、かつ最後のCDリリースともなっている。
彼女の代表的なCMには、JR東海の『クリスマス・エクスプレス'90』があるが、1994年から1996年まで初代イメージキャラクターを務めた花王ソフィーナ「AUBE」（当時のキャッチコピーは「カップにつかない口紅」）は、その後 上原さくら⇒浜崎あゆみ⇒ケリー・チャン⇒内田有紀⇒hitomi⇒井川遥⇒片瀬那奈⇒上戸彩⇒梨花⇒菅野美穂らへと今も受け継がれる。
2004年春の創刊時から2018年春までの14年間、雑誌『Precious』の専属モデルを務めた。

## 音楽

### シングル
| #                                    | 発売日                               | タイトル                             | B面                                             | 規格                                 | 規格品番                             |
| フィリップス・レコード 高橋利奈 名義 | フィリップス・レコード 高橋利奈 名義 | フィリップス・レコード 高橋利奈 名義 | フィリップス・レコード 高橋利奈 名義            | フィリップス・レコード 高橋利奈 名義 | フィリップス・レコード 高橋利奈 名義 |
| ------------------------------------ | ------------------------------------ | ------------------------------------ | ----------------------------------------------- | ------------------------------------ | ------------------------------------ |
| 1st                                  | 1985年9月5日                         | 16歳の儀式                           | 想い出のスクール・リング                        | EP                                   | 7PL-206                              |
| 2nd                                  | 1986年3月5日                         | × BATSU                              | メビウスのクラスメイト                          | EP                                   | 7PL-219                              |
| ポニーキャニオン RiNA 名義           |                                      |                                      |                                                 |                                      |                                      |
| 3rd                                  | 1988年4月21日                        | KISSABLE                             | Bee〜ミツバチに追われて                         | EP                                   | 7A-0832                              |
| 3rd                                  | 1988年4月21日                        | KISSABLE                             | Bee〜ミツバチに追われて                         | CT                                   | 10P-13211                            |
| 4th                                  | 1989年7月21日                        | サザンは歌えない                     | QUESTION                                        | 8cmCD                                | S9A-11027                            |
| 4th                                  | 1989年7月21日                        | サザンは歌えない                     | QUESTION                                        | CT                                   | 9P-10028                             |
| 5th                                  | 1989年10月21日                       | 星ばなし夢ばなし                     | 帰らないで                                      | 8cmCD                                | PCDA-00018                           |
| 5th                                  | 1989年10月21日                       | 星ばなし夢ばなし                     | 帰らないで                                      | CT                                   | 9P-10028                             |
| 6th                                  | 1990年3月21日                        | 忘れないで                           | 私から手を引いて!                               | 8cmCD                                | PCDA-00058                           |
| 6th                                  | 1990年3月21日                        | 忘れないで                           | 私から手を引いて!                               | CT                                   | PCSA-00044                           |
| 7th                                  | 1990年8月21日                        | 切ないね悲しいね                     | スイスイ -シャボン玉とたんぽぽの種の陽気な人生- | 8cmCD                                | PCSA-00015                           |
| ポニーキャニオン 高橋リナ 名義       |                                      |                                      |                                                 |                                      |                                      |
| 8th                                  | 1991年3月21日                        | 少年に帰りなさい                     | 愛は悲しい笑顔                                  | 8cmCD                                | PCDA-00165                           |
| 8th                                  | 1991年3月21日                        | 少年に帰りなさい                     | 愛は悲しい笑顔                                  | CT                                   | PCSA-00115                           |
| 9th                                  | 1991年6月26日                        | そしてギルティ                       | Like music                                      | 8cmCD                                | PCDA-00205                           |
| 9th                                  | 1991年6月26日                        | そしてギルティ                       | Like music                                      | CT                                   | PCSA-00139                           |
| 10th                                 | 1992年10月21日                       | One Night Angel                      | 翼をひろげて                                    | 8cmCD                                | PCDA-00372                           |
| 10th                                 | 1992年10月21日                       | One Night Angel                      | 翼をひろげて                                    | CT                                   | PCSA-00234                           |
| 東芝EMI / POPSIZE 高橋リナ 名義      |                                      |                                      |                                                 |                                      |                                      |
| 11th                                 | 1993年9月17日                        | 太陽に出逢う風                       | 心の水彩画                                      | 8cmCD                                | TODT-3103                            |
| 12th                                 | 1993年10月20日                       | Cry Tomorrow                         | Je vis(ジュ・ヴィ)                              | 8cmCD                                | TODT-3125                            |
| パイオニアLDC 高橋理奈 名義          |                                      |                                      |                                                 |                                      |                                      |
| 13th                                 | 1996年8月21日                        | DREAM IS MAGIC                       | GARDENIA                                        | 8cmCD                                | PIDL-1198                            |
| 14th                                 | 1996年11月27日                       | HOLY CHILD                           | WHISPERS                                        | 8cmCD                                | PIDL-1210                            |
| 15th                                 | 1996年12月4日                        | NEOfilia                             | RAIN TREE                                       | 8cmCD                                | PIDL-1217                            |

### アルバム

#### オリジナル・アルバム
|                                 | 発売日                          | タイトル                        | 規格                            | 規格品番                        |
| 東芝EMI / POPSIZE 高橋リナ 名義 | 東芝EMI / POPSIZE 高橋リナ 名義 | 東芝EMI / POPSIZE 高橋リナ 名義 | 東芝EMI / POPSIZE 高橋リナ 名義 | 東芝EMI / POPSIZE 高橋リナ 名義 |
| ------------------------------- | ------------------------------- | ------------------------------- | ------------------------------- | ------------------------------- |
| 1st                             | 1993年10月20日                  | Je vis                          | CD                              | TOCT-8224                       |
| パイオニアLDC 高橋理奈 名義     |                                 |                                 |                                 |                                 |
| 2nd                             | 1997年2月26日                   | 裸の水                          | CD                              | PICL-1136                       |

### タイアップ
| 楽曲                                            | タイアップ                                         | 収録作品                     |
| ----------------------------------------------- | -------------------------------------------------- | ---------------------------- |
| スイスイ -シャボン玉とたんぽぽの種の陽気な人生- | 中部電力 イメージソング                            | シングル「切ないね悲しいね」 |
| 少年に帰りなさい                                | アニメーション映画『トトイ』挿入歌                 | シングル「少年に帰りなさい」 |
| 愛は悲しい笑顔                                  | アニメーション映画『トトイ』挿入歌                 | シングル「少年に帰りなさい」 |
| 太陽に出逢う風                                  | NHK『はるばると世界旅』テーマ・ソング              | シングル「太陽に出逢う風」   |
| Cry Tomorrow                                    | オンワード樫山『五大陸』CMイメージソング           | シングル「Cry Tomorrow」     |
| DREAM IS MAGIC                                  | 花王ソフィーナ AUBE キャンペーンソング             | シングル「DREAM IS MAGIC」   |
| HOLY CHILD                                      | 花王ソフィーナ AUBE リップクチュール CFソング      | シングル「HOLY CHILD」       |
| NEOfilia                                        | 銀座ジュエリー マキ ラプソアモ TV･CFイメージソング | シングル「NEOfilia」         |

## 出演

### 映画
- 激しい季節（1998年） - 久藤京子 役
- まぐろのしっぽ（2000年）
- 白い船（2001年） - 福間先生 役
- ファンタスティポ（2002年）
- Breath Less（2005年） - 女刑事・裕子 役

### テレビドラマ
- 君だけにメリークリスマス（1991年11月 - 12月、テレビ東京系） - 山形真砂子 役
- 君のためにできること（1992年7月 - 9月、フジテレビ系） - 石田ゆり子の同僚 役
- 手塚治虫劇場「ふしぎなメルモ」（2000年4月13日、テレビ朝日系）
- 京極夏彦「怪」 第2話「隠神だぬき」（2000年3月18日、WOWOW） - 澄江 役
- 金田一少年の事件簿 第3回「仏蘭西銀貨殺人事件」（2001年7月28日、日本テレビ系） - 鳥丸奈緒子 役
- 医者と患者〜Doktor/Kranke（2001年12月5日 - 、BSフジ） - 医師・窪塚みゆき 役

### バラエティ
- EXPOスクランブル（1985年、TBS）
- 花の女子校 聖カトレア学園(1986年4月、テレビ東京系）
- オールナイトフジ延長戦（1988年、フジテレビ）
- 鎌倉恋愛委員会（1990年、TBS系）
- 地球ZIG ZAG（1993年 - 1994年、毎日放送・TBS系） - 司会
- テレバイダー（2002年、東京MXテレビ） - 司会
- celeb-life（BSフジ）

### ラジオ
- AXIA STUDIO ONE（TBSラジオ）（1985年） - ゲスト
- 南方楽園倶楽部（TOKYO FM） - ナビゲーター
- コットンスリムス（FM横浜） - ナビゲーター

### CM
- JR東海「クリスマス・エクスプレス」（1990年）
- 三貴「カメリアダイヤモンド」
- キグナス石油
- 中部電力「企業広告」※ 唐沢寿明と共演
- 資生堂
  - 「フリシェ」（1991年）※ 松雪泰子と共演
  - 「ホワイテス・サンプロテクトホワイト」（2001年）
- 日産自動車・日産プリンス店系列オリジナルCM（1991年 - 1992年）
- キリンビール「キリンラガービール」（1992年）※ 堤真一と共演
- レディーボーデンジャパン
- 日清製粉「マ・マー」
- 花王ソフィーナ
  - 「AUBE」（1994年 - 1996年）※ 初代イメージキャラクター
  - 「ALBLANC」（2004年）
- 三菱自動車「ミラージュ・モダーク」（1997年）
- 学生援護会「サリダ」
- フォード「フェスティバ」
- スバル「プレオLS」（2000年）
- 野村證券「新サービスシステム」（2001年）※ 田辺誠一と共演
- ロート製薬「レヴィフェイス」（2002年）
- TOYOTA「プラッツ」（2003年）
- ファーストリテイリング「ユニクロ」
- ショップチャンネル「リナ・プリベ高橋里奈のこだわりファッション」（テレビショッピング、2018年）

### 舞台
- ダニーと碧い海（1998年、シアターX）
- マヌエラ 〜燃える上海 恋する女〜（1999年1月3日 - 2月20日、PARCO劇場） - ダンサー・リューバ 役
- ヘルプマン!（2010年9月15日 - 20日、吉祥寺シアター） - ナース 役

### その他
- 野村證券「ネット証券取引の今後」（2000年10月21日、東証Arrows） - ゲスト出演
- ニュールーマニア ポロリ青春（2003年3月2日、セガ） - ゲーム内ドラマ出演

## 書籍
- RINA モデル・高橋里奈をつくる42の秘密（2011年2月4日、講談社） - ISBN 978-4-06-348618-6